# 苗刀

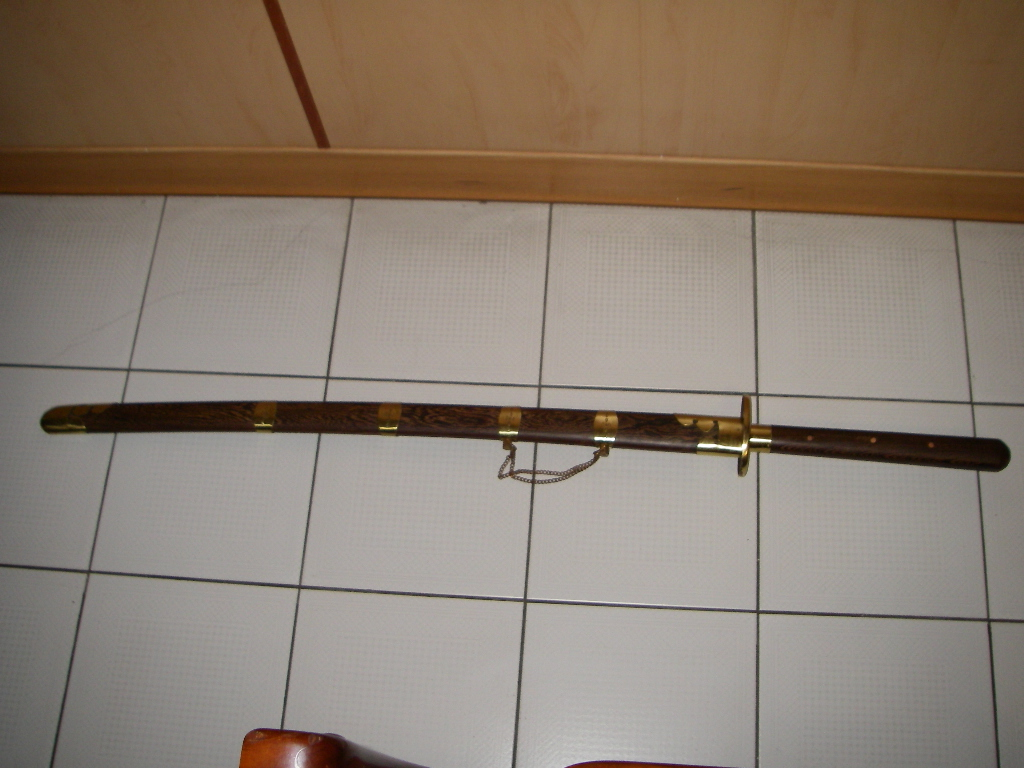
含鞘的苗刀

苗刀，又稱雙手劍，是一種中國的單刃兵器，整體長約1.2米或以上，刀柄需用雙手握持。前身為倭刀中的「大太刀」(又稱「野太刀」)與「斬馬劍」，起源可追溯至明朝，至民國時由曹錕定名為「苗刀」，其套路也定型為苗刀一路、苗刀二路、苗刀三路與苗刀四路等。
苗刀刀法最早在明朝晚期《辛酉刀法》、《單刀法選》與《單刀圖說》被書面記錄，明朝當時稱「長刀」或「單刀」，在戚繼光與鄭成功軍隊中傳播。在中國北方，主要有通背拳與形意拳兩個系統傳授，在通背拳、劈掛掌、八極拳與形意拳等派別中各有套路。現存苗刀套路來自於河北滄州通背拳系統修改而成。

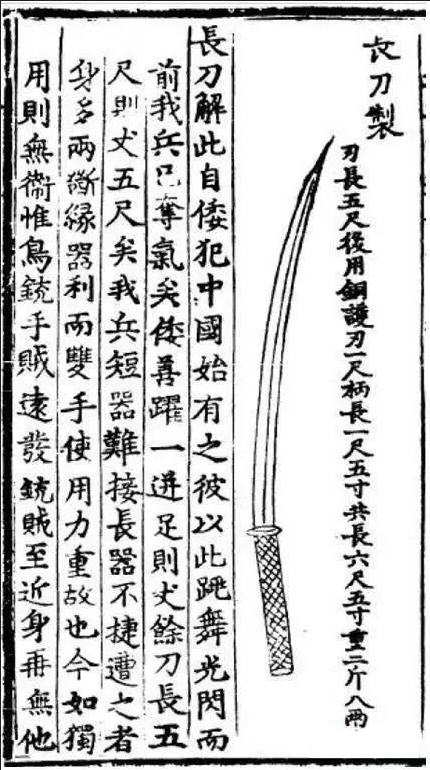
苗刀的前身，明朝將軍戚繼光的著作《紀效新書》第二版十四卷本所記載的倭寇長刀。刃長五尺，是接近日本大太刀的長刀。

## 歷史背景
傳來中國的日式大太刀為何改稱為「苗刀」起源不明，一個說法為，因此刀身修长，望之如麦苗，所以称其为苗刀。其主要特色為刀柄較長，以雙手執刀，與傳統單刀不同，中華人民共和國武學家馬明達據其家學考據，稱其為雙刀手或雙手帶。
一說起自斬馬劍。但宋代前的斬馬刀並未有明確考古資料留存，無法確認。現代所知的斬馬刀，起源自鄭成功軍隊，造型近於日本野太刀，動作來自於倭刀術。
日本刀起源自漢唐的横刀，在室町時期發展出自己的特色。在明朝時，經由日本傳入的日本刀與日本刀法，被稱為倭刀，在東南沿海流行。戚繼光在辛酉年（1561年）與倭寇的對戰中取得了《影流之目錄》，在研究推演後寫成了一部刀法，後人稱之為《辛酉刀法》。明代程宗猷也學習日本刀法，寫作《單刀法選》。兩法一併被茅元儀收錄於《武備志》。1644年武術家吳殳也譜寫《單刀圖說》。經過這幾位武學大師整理後，形成使用雙手長倭刀之單刀術，現今流傳的苗刀刀法，主要承襲自程宗猷刀法。
戚繼光將倭寇使用的刃長五尺日本大太刀稱之為「長刀」，導入明軍用作鳥銃兵的預備接近戰武器。程宗猷則將日本大太刀稱為「單刀」，在著作《單刀法選》中說明其形制，作為軍中弩兵(與鳥銃兵的地位類似)預備接近戰武器的用法，和相關劍術。
在明朝末年，戚繼光和戚家軍被明朝政府移防至北方山海關鎮邊；此外，清初鄭成功子孫的軍隊降清後亦被移防至關外。這被認為是雙手刀法北傳的起因。而在北方，則一般稱為「雙手刀」或「雙手帶」。於中國北方京津一帶及東北關外地方，大部份和通背拳一起被傳授，在形意拳門下，亦有雙手刀的傳授。
直到清朝末年，倭刀術在東南沿海仍有傳承。如小說《施公案》主要角色關小西的兵器是「折鐵倭刀」；清朝中葉另一部小說《兒女英雄傳》中，女主角十三妹的兵器亦是倭刀，

現代苗刀主要起源自北傳通背拳。1921年（民國十年），曹錕在河北滄州召募武術人才，設置武術營，聘請劉玉春、任相榮等任教習，傳授雙手刀法，命名為「苗刀」，武術營因此又被外界稱為「苗刀營」，這是「苗刀」定名的原因。繼承了流傳於中國雙手刀法的20世紀中國武術家．馬明達考察，認為民國初年將傳統的「單刀」稱呼改名為「苗刀」，可能是為了避免與其他刀類兵器混淆。但未見有史料明確紀錄，改名時為何稱為「苗刀」。

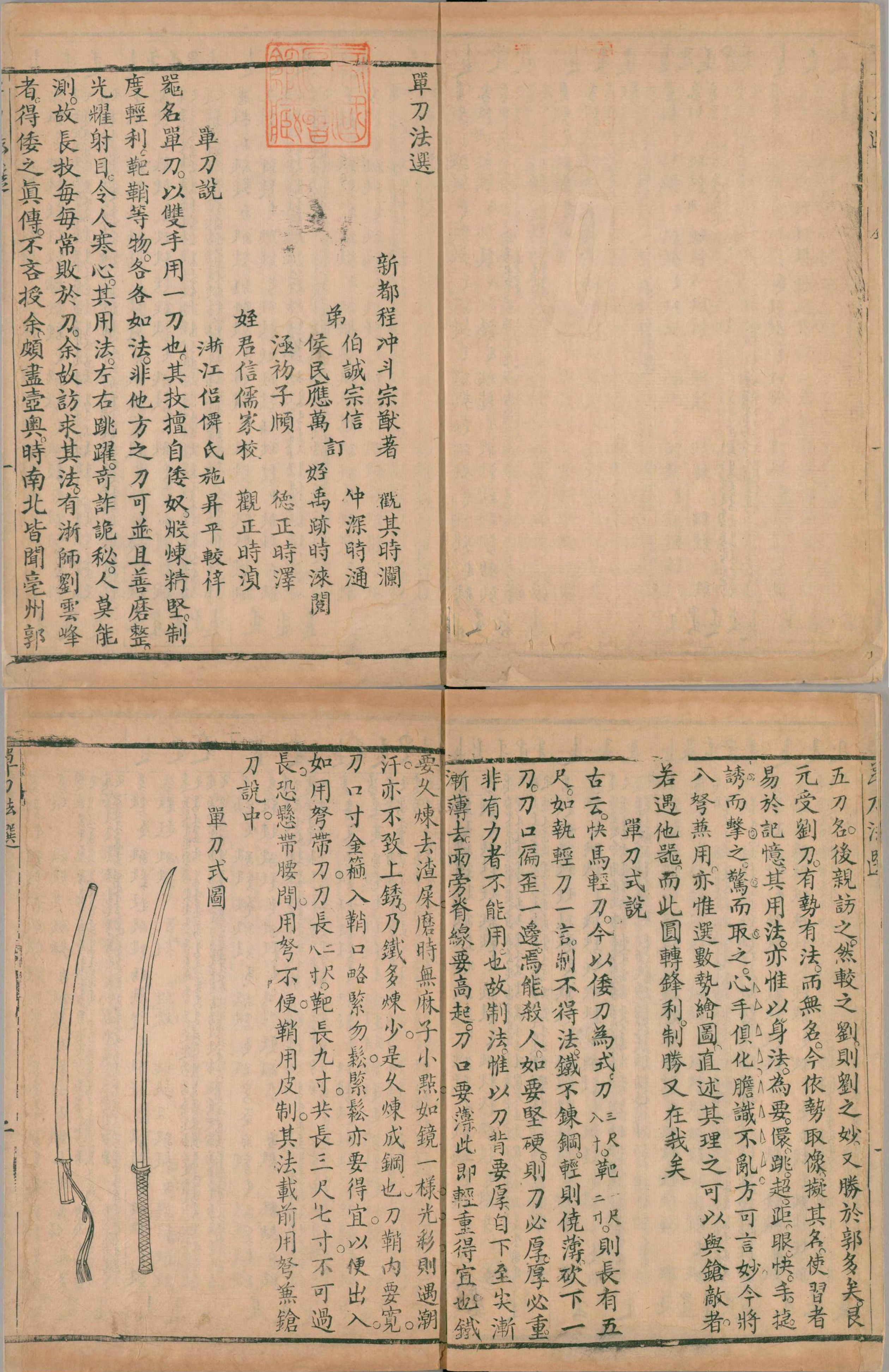
明代武術家程宗猷所著武術書《單刀法選》開頭，將自倭人傳入的日本長刀，記載為「單刀」。書中記載之「單刀」形制為刃長三尺八寸，全長五尺。

## 招式源流
清朝年間，雙手刀法隨著戚家軍與鄭成功軍隊，流傳至河北省與關外一帶。至民國初年，出現三個主要流派。

### 八極劈掛
在河北盐山县，劈掛拳師黃林彪向天津一名紀姓武師，學得雙手刀法，之後將刀法傳與門下張玉山與馬鳳圖。1920年，馬鳳圖加入馮玉祥西北軍。1925年，馬鳳圖將雙手刀法編為破鋒八刀，在西北軍中推廣。經由郝鳴九與於伯謙，將刀法傳至東北軍中，在東北流傳。

### 形意拳
形意拳門下的雙手刀法源自天津中華武士會，由馬鳳圖與李書文傳至李存義門下，經改編，融入形意拳五行拳，成為五行刀。在對日抗戰時，由宋哲元曾聘請尚雲祥，至西北軍中教授形意拳五行刀。

### 通背拳
在河北桑園經營糧行的謝玉堂，自城外連鎮的楊姓武師學得八趟雙手刀法，楊姓武師則是從一位來自東北的遊方僧人學來。1891年，來自天津太祖門獨流通背拳的拳師任向榮與劉玉春，以太祖拳的單提腿，向謝玉堂換藝，習得這八趟雙手刀法。在習藝之後，任向榮與劉玉春將原本通背拳法融入，另創八趟刀法，形成十六趟雙手刀法。

## 套路
- 一路苗刀：清代時由一位遊方僧傳給河北楊氏，其後經謝晉汾、劉玉春、郭長生而傳至郭瑞祥、韓慶堂等。
- 二路苗刀：「二路苗刀」為郭長生與馬英圖根據劈掛刀法在1927年南京的中央國術館制定的套路。后郭長生而傳徒张群炎、子郭瑞林、郭瑞祥等人，再传弟子中郭瑞祥弟子王志海为佼佼者。
- 四路苗刀：韓慶堂在抗日時期為訓練軍隊需要，建基於「一路苗刀」而作簡化，而編定了「四路苗刀」。
- 通備雙手刀法：由馬鳳圖、馬英圖一系所傳的劈掛刀法。
- 形意五行刀：形拳拳門下所傳雙手刀法。

## 外部連結
- 中國武術・武器博物館　苗刀
- 單刀法選
- 林松賢〈劉門武藝中的苗刀〉 （页面存档备份，存于）
- 心意形意刀源流討論 （页面存档备份，存于）
- 戚继光首创的【苗刀】：日本倭刀的克星 （页面存档备份，存于）